# Ґултеппа (Восейський район)
Ґултеппа́ (тадж. Гултеппа) — село у складі Хатлонської області Таджикистану. Входить до складу джамоату імені Худойора Раджабова Восейського району.
Назва означає квітковий пагорб. Колишня назва — Худайшан, до 1960 року — Ходжаї-Ешон.
Населення — 1028 осіб (2010; 1011 в 2009, 520 в 1979).
Національний склад станом на 1979 рік — таджики.